# Henry Testot-Ferry
Henry Testot-Ferry, dit Henry de Ferry, est un paléontologue et préhistorien français, né le 5 février 1826 à La Chapelle-la-Reine (Seine-et-Marne). Découvreur du site préhistorique de Solutré, il est décédé le 9 novembre 1869 à l'âge de seulement 43 ans, à Bussières (Saône-et-Loire).

## Famille
Henry Bernard Alfred Testot-Ferry est le fils puiné de Claude Testot-Ferry (1773-1856), colonel des guerres napoléoniennes, titré baron par l'empereur Napoléon Ier en 1814, mort à Châtillon-sur-Seine, et de Joséphine Elizabeth Claudine Fabry.
Après une jeunesse quelque peu oisive, typique de la jeunesse dorée du XIXe siècle, où la chasse est sa principale passion, il épouse en 1852, suivant les conseils (ou plutôt l'insistance) de son frère ainé Gustave, 2e baron Testot-Ferry, juge à Mâcon, Louise Madeleine O'Brien (1822-1900). Cette dernière apporte en dot sa propriété à Prissé (Saône-et-Loire), qu'ils occupent jusqu'à ce qu'ils déménagent pour s'installer définitivement dans le village de Bussières (Saône-et-Loire), dont il deviendra maire en 1856 et qui est situé à quelques kilomètres de la roche de Solutré.
Ils auront 6 enfants, dont Alfred (1854-1932), capitaine de frégate, généalogiste, officier de la légion d'honneur, et 4 filles.

## Les débuts d'une passion
Henry Testot-Ferry se consacra d'abord à la géologie. Membre fondateur du Comité de paléontologie française, il fut chargé de réaliser en collaboration avec le Dr Louis Édouard Gourdan de Fromentel une monographie sur les polypiers. À cette occasion, il en découvre et décrit un nouveau genre qui portera son nom : Ferrya.
Il est le premier à constater dans la vallée de la Saône les traces de différentes occupations préhistoriques, en fouillant la région dans son ensemble et plus particulièrement le site de Charbonnières (Saône-et-Loire).

## La roche de Solutré
La paléontologie prenant vite le pas sur la géologie, il sonde à partir de 1866 le site du Crot-du-Charnier, au pied de la roche de Solutré, affleurement d'ossements de chevaux (appelé magma). Peu après, Henry Testot-Ferry découvre le long du chemin traversant le Crot-du-Charnier la zone des foyers de l'"âge du renne", contenant de nombreux outils en silex et de la faune. Si le renne prédomine, on trouve également du cheval, de l'éléphant, du cerf élaphe, du renard, du loup ou encore du tigre des cavernes. On a retrouvé dans certains foyers plus de 2 000 silex et jusqu'à 400 bois de renne.
Contrairement aux sites découverts en grotte, il est difficile de déterminer à Solutré l'ampleur du gisement et de le délimiter. Avec Adrien Arcelin, Henry Testot-Ferry procède par sondages. Les deux hommes décident par ailleurs de tamiser la terre entre leurs mains, les vestiges sont donc méthodiquement recueillis et examinés.
En 1868, Henry Testot-Ferry conclut à l'existence d'une station de chasse au pied de la roche : « Rien qu'à la prédominance des armes, des grattoirs et des lames, il est aisé de voir que l'on a affaire ici à un peuple exclusivement chasseur, auquel il fallait des armes avant tout pour se rendre maître de sa proie ; puis des lames pour la dépecer, en tailler les os ou les bois, puis des grattoirs pour mettre à nu les cordes à boyaux, racler les os et surtout pour préparer les peaux, préparation qui, à en juger par la quantité de ces derniers outils, devait être une des principales occupations de la tribu, une fois celle-ci rentrée dans ses foyers. » (Henry Testot-Ferry, 1869)
Henry Testot-Ferry découvre également en 1867 une petite statuette de cervidé. Elle est le premier spécimen connu de l'art solutréen, et témoigne de la culture des hommes préhistoriques au même titre que les peintures pariétales en grotte.

## Une vie consacrée aux sciences
Dans le cadre de l'étude des gisements préhistoriques de Solutré, Henry Testot-Ferry entre en contact avec la plupart des préhistoriens de son époque pour discuter et valider un certain nombre d'hypothèses. Il entretient ainsi une longue relation épistolaire avec Jacques Boucher de Perthes. Édouard Lartet, Gabriel de Mortillet et Sir John Lubbock viendront même sur place pour assister aux fouilles.
Avec Adrien Arcelin, ils présentent leurs recherches dans des congrès internationaux et Solutré devient très vite l'un des grands sites préhistoriques français.

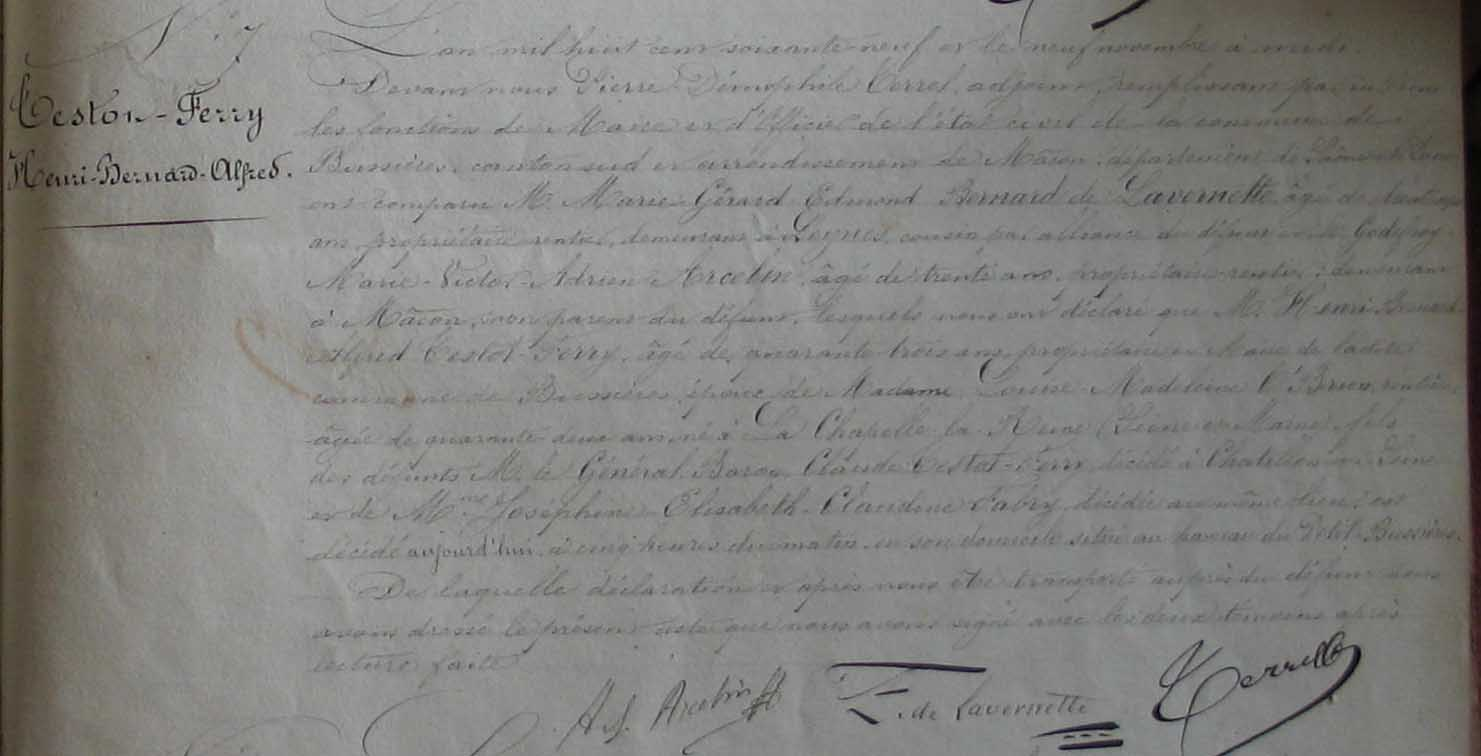
Acte de décès d'Henry Testot-Ferry.

Henry Testot-Ferry contribua à la vie scientifique de nombreuses sociétés savantes en France et fut :
- membre fondateur du Comité de Paléontologie française, avec lequel il participera à l'écriture des 16 derniers volumes de la Paléontologie française commencé par Alcide Dessalines d'Orbigny
- membre de la Société géologique de France
- correspondant de la Société linnéenne de Normandie
- correspondant de la Société d'émulation du Doubs
- titulaire de l'Académie de Mâcon

Une partie importante de sa collection de référence (riche de 5 262 pièces) sera léguée au Muséum national d'histoire naturelle à Paris, ainsi qu'au Musée des Ursulines de Mâcon. Son petit-fils André Testot-Ferry vendra une autre part importante de cette collection au British Museum de Londres en 1958.
Quelques années après le décès d'Henry Testot-Ferry, en 1872 au congrès de Bruxelles, le célèbre préhistorien Gabriel de Mortillet décide d'attribuer aux cultures préhistoriques des noms formés à partir de sites de référence. Il donne ainsi le nom du site de Solutré à une culture préhistorique du Paléolithique supérieur : le Solutréen.
À Bussières, la rue Henry-Testot-Ferry, inaugurée en 2004, longe la maison où il a vécu et part en direction de Solutré.

## Publications
- Henry de Ferry et Louis Édouard Gourdan de Fromentel, Paléontologie Française (22 vol. en 3 t., chaque tome en 2 parties : texte et atlas), Paris, 1861
- Henry de Ferry, Les Gisements archéologiques des bords de la Saône, Mâcon, 1868
- Henry de Ferry, L'Homme préhistorique en Mâconnais, 1868
- Henry de Ferry, Le Mâconnais préhistorique, Paris, 1870